# Сластенников, Алексей Иванович
Алексей Иванович Сластенников (13 августа 1919 Новопокровская, Краснодарский край, РСФСР—24 ноября 1992) — участник Великой Отечественной войны, полный кавалер ордена Славы.

## Биография
Родился 13 августа 1919, в крестьянской семье. После окончания школы-десятилетки, работал в районном исполнительном комитете. В Красную армию, призван в 1939.
С июля 1941 участвовал в боевых действиях. 19 июня 1943 уничтожил 5 солдат противника, находясь на открытой огневой позиции (награждён медалью «За отвагу»).
Во-время освобождения Чернигова, обнаружил 2 огневых точки, зенитную установку и скопления пехоты. Неоднократно принимал участие в уличных боях (награждён орденом Красной Звезды). 9 августа 1944, во-время Люблин-Брестской операции, во-время рейда, обнаружил миномётную группу противника и контратакующею группу. На следующий день был ранен в голову, но оставался в строю. 13 сентября того же года награждён орденом Славы 3 степени. Во-время Варшавско-Познанской операции (29-30 января 1945), захватил расчёт вражеского артиллерийского орудия и уничтожил 10 вражеских солдат. Во-время Берлинской операции, захватил вражеский бронетранспортёр, захватил 3 солдат противника и 5 уничтожил 5 солдат противника. 15 мая 1946, награждён орденом Славы 1 степени.
Во-время, Великой Отечественной войны, был трижды ранен. Ушёл в запас в мае 1946. Роботал в сельсовете и райисполкоме. Умер 24 ноября 1992. Похоронен в Новопокровске.

## Награды
- Орден Славы I степени (№ 440; 15 мая 1946);
- Орден Славы II степени (24 февраля 1945);[1].;
- Орден Славы III степени (13 сентября 1944);[2].;
- Орден Отечественной войны I степени (11 марта 1985);[3].;
- Орден Красной Звезды (12 октября 1943)[4].;
- Медаль «За отвагу» (13 июля 1943);[5].;
- Медаль «За победу над Германией в Великой Отечественной войне 1941-1945 гг.»;[6].;
- Медаль «За оборону Москвы»;[7].